# Mahir Əmiraslanov
 (juillet 2019).
Si vous disposez d'ouvrages ou d'articles de référence ou si vous connaissez des sites web de qualité traitant du thème abordé ici, merci de compléter l'article en donnant les références utiles à sa vérifiabilité et en les liant à la section « Notes et références ».
Mahir Əmiraslanov ou Amiraslanov (né le 12 mai 1997) est un lutteur azerbaïdjanais spécialiste de lutte libre.
Il remporte la médaille de bronze lors des Championnats d'Europe de lutte 2019.